# المياه الجوفية على المريخ

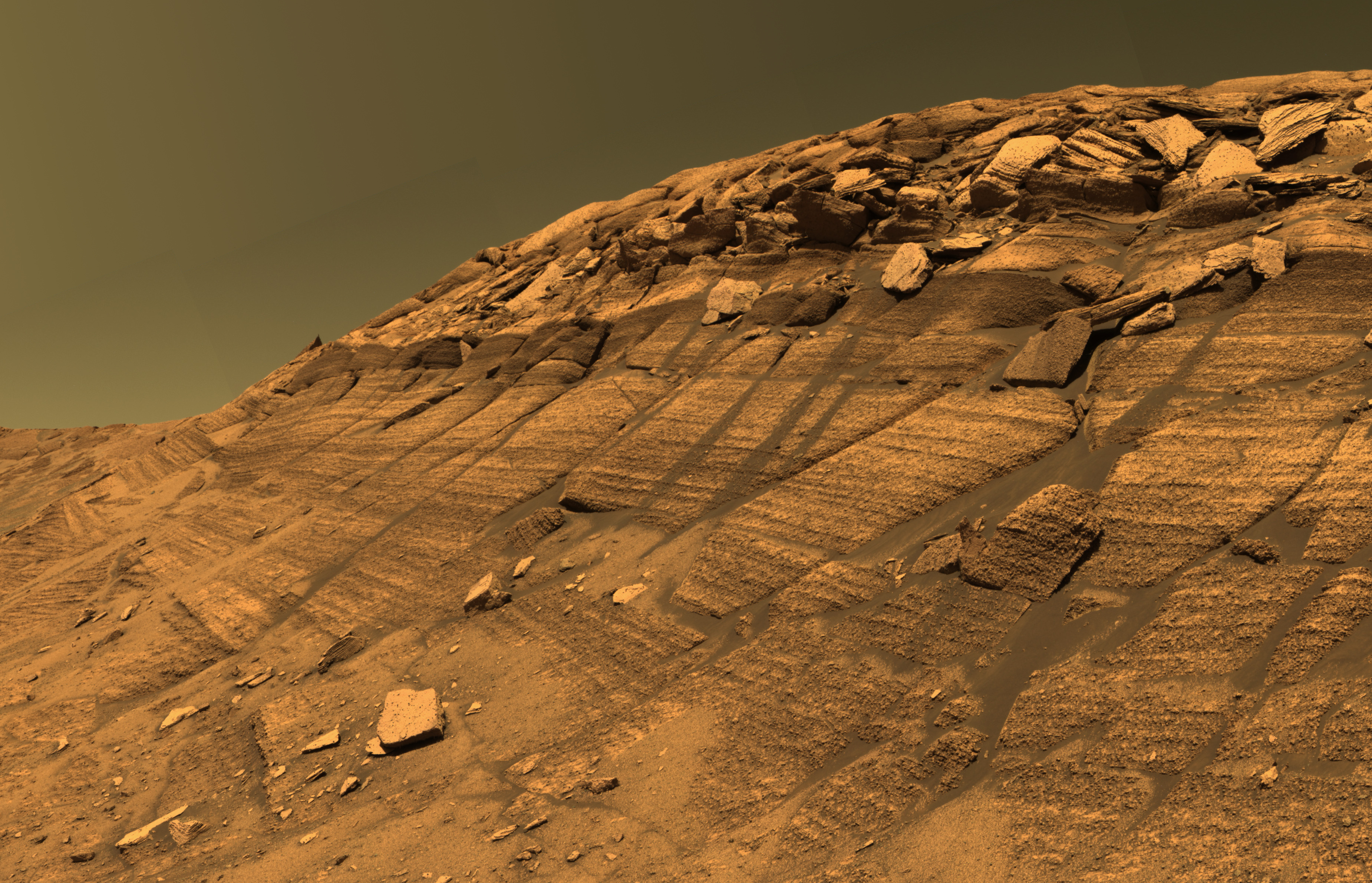
المياه الجوفية على المريخ

كانت هناك أمطار وجليد على سطح كوكب المريخ خلال العصور الماضية؛ خاصةً خلال عصري نوشيان وهيسبريان المريخيين. وتسربت بعض الرطوبة إلى باطن الأرض مكونةً طبقات من المياه الجوفية. أي أن الماء انحدر إلى باطن الأرض، وتسرب للأسفل حتى وصل إلى تشكيل جيولوجي يمنعه من التسرب أكثر من ذلك الحد (ويُعرف هذا التشكيل بالطبقة الكتيمة). وتراكمت المياه هناك بعد ذلك مكونةً طبقة مشبعة. ويمكن أن تظل هذه الطبقات المائية الجوفية موجودةً حتى الآن.

## نظرة عامة
وجد الباحثون أن كوكب المريخ كان يحظى بنظام مياه جوفية يمتد على مستوى الكوكب، إذ تشكلت العديد من السمات التضاريسية الواضحة للكوكب بفعل حركة المياه الجوفية. فعندما ارتفعت المياه الجوفية بالقرب من السطح، ترسبت العديد من المعادن المتنوعة، بالإضافة إلى الرواسب، وأصبحت كتلةً متماسكةً. وكانت الكبريتات ضمن المعادن التي نتجت على الأغلب بفعل إذابة المياه للكبريت الموجود بالصخور الباطنية، والذي تأكسد بعد ذلك فور ملامسته للهواء. إذ مرت المياه الجوفية عبر صخور البازلت النارية التي كان من الممكن احتوائها على الكبريت، وذلك في أثناء حركتها داخل طبقات المياه الجوفية.
وفي طبقات المياه الجوفية، تشغل المياه مساحةً مفتوحةً (مساحة مسامية) تقع بين الجسيمات الصخرية. ومن الممكن أن تنتشر هذه الطبقة في النهاية لتصبح ممتدةً أسفل أغلب سطح كوكب المريخ. تسمى قمة هذه الطبقة باسم الطاولة المائية. وتبين الحسابات أن الطاولة المائية على كوكب المريخ كانت ذات مرة أسفل السطح المريخي بنحو 600 متر فقط.
كشفت مركبة إنسايت الهابطة على كوكب المريخ في سبتمبر 2019 عن نبضات مغناطيسية غامضة، بالإضافة إلى تذبذبات مغناطيسية متسقة مع وجود خزان من المياه الجوفية السائلة يمتد عميقًا أسفل سطح كوكب المريخ بأكمله.
توصل الباحثون إلى مرور فوهة غيل على كوكب المريخ بعدة حلقات من اندفاعات المياه الجوفية، مع تغيرات كيميائية في هذه المياه. ومن الممكن أن تدعم هذه التغيرات الكيميائية وجود الحياة.

## الأدلة على المياه الجوفية الصاعدة
وفرت المركبات الفضائية التي أُرسلت إلى كوكب المريخ أدلةً وفيرةً على مساهمة المياه الجوفية بشكل رئيسي في تشكل العديد من الطبقات الصخرية على الكوكب. ودرست مركبة أبورتيونيتي المتجولة بعض المناطق مستخدمةً أجهزة معقدة. وبينت ملاحظات أبورتيونيتي أن المياه الجوفية هناك كانت تصعد إلى سطح الكوكب بشكل متكرر. تتضمن الأدلة على صعود المياه إلى السطح عدة مرات؛ كتل الهيماتيت المتحجرة (المعروفة باسم التوت الأزرق)، وتماسك الرواسب، وتغيير الرواسب، وفتات أو هياكل البلورات المتكونة. وحتى تتشكل هذه الهياكل البلورية، ترسبت المعادن المذابة مكونةً بلورات معدنية، ثم ذابت هذه البلورات عندما صعدت كميات إضافية من المياه إلى السطح في وقت لاحق. وما زال من الممكن ملاحظة شكل هذه البلورات حتى الآن. وجدت مركبة أبورتيونيتي الهيماتيت والكبريتات في عدة أماكن في أثناء تجولها على سطح كوكب المريخ، ولذلك يفترض العلماء أن هذه الأنواع منتشرةً بجميع أنحاء سطح الكوكب، تمامًا كما تنبأت هذه الفرضية.
بينت المسابير المدارية أن أنواع الصخور الموجودة حول أبورتيونيتي كانت موجودةً على نطاق واسع جدًا من كوكب المريخ، بما يشمل منطقة أرض العرب التي تصل مساحتها إلى مساحة قارة أوروبا تقريبًا. وجد مطياف التصوير الاستكشافي المدمج للمريخ (CRISM)، والموجود على مركبة مارس ريكونيسانس أوربيتر المدارية (MRO)، الكبريتات عدة مرات في نفس الأماكن التي تنبأت فرضية المياه الصاعدة بوجود الكبريتات عندها، بما يشمل بعض المناطق من أرض العرب. تنبأت الفرضية بوجود رواسب في أخاديد وادي مارينر؛ ورُصدت هذه الرواسب وتبين احتوائها على الكبريتات. تبين وجود الكبريتات أيضًا في مناطق أخرى يُتنبأ وجود مياه صاعدة بها، مثل مناطق وأخاديد التضاريس الفوضوية المرتبطة بالتدفقات الضخمة. تتشكل الطبقات في أنواع المناطق التي تتنبأ بها فرضية المياه الجوفية الصاعدة إلى السطح. اكتُشفت هذه الطبقات بواسطة الماسح الشامل للمريخ وآلة التصوير هايرايز الموجودة على متن مركبة مارس ريكونيسانس أوربيتر. رُصدت الطبقات حول موقع هبوط مركبة أبورتيونيتي وفي منطقة أرض العرب القريبة من هذه الموقع. وتظهر عدة طبقات أحيانًا في الأرض الموجودة أسفل قمة الفوهات ذات القاعدة. تحمي قمة الفوهة ذات القاعدة المواد الموجودة أسفلها من الانجراف بعيدًا. ويتفق العلماء على أن المواد الموجودة حاليًا فقط أسفل قمم الفوهات ذات القاعدة كانت تغطي المنطقة بأكملها في السابق. ولهذا، فإن الطبقات التي تظهر فقط أسفل الفوهات ذات القاعدة كانت تغطي المنطقة بالكامل في وقت ما. تحتوي بعض الفوهات على تلال من المواد الطبقية التي تصل إلى مستوى أعلى من حافة الفوهة. تحتوي فوهتا غيل وكروملين على تلال ضخمة. وتشكلت التلال الطويلة، وفقًا لهذه الفرضية، بفعل الطبقات التي كانت تملأ الفوهة في البداية، والتي استمرت في التراكم بعد ذلك حول المنطقة المحيطة. وأزالت عوامل التعرية لاحقًا المواد من حول الفوهة، ولكنها تركت تلًا في الفوهة يتخطى طوله حافتها. لاحظ أنه بالرغم من تنبؤ الفرضية بأن صعود المياه وتبخرها كان من المفترض أن يؤدي إلى تشكل طبقات في مناطق أخرى (مثل المنخفضات الشمالية)، لا تظهر الطبقات في هذه المناطق بسبب تشكلها منذ زمن بعيد خلال عصر هيسبريان المبكر، وبالتالي دُفنت بعد ذلك أسفل الرواسب اللاحقة.
وصف بعض العلماء الأوروبيين، في فبراير 2019، بعض الأدلة القوية على تشكل بحيرات في الفوهات العميقة للمريخ بفعل المياه الجوفية. ولم تبين الفوهات المفحوصة وجود أي مداخل أو مخارج للمياه؛ وبالتالي كان مصدر المياه بهذه البحيرات من باطن الكوكب. تنخفض أرضيات هذه الفوهات إلى 4000 متر أسفل مستوى «سطح البحر» المريخي. ولا يمكن لسمات ومعادن أرضيات هذه الفوهات أن تتشكل إلا في حالة وجود المياه. كانت تكوينات الدلتا والمدرجات ضمن هذه السمات. وكانت الفوهات أوياما، وبيتيت، وساغان، وتومبو، وماكلولين، ودو مارثراي، ونيكولسون، وكوري، وواهو ضمن الفوهات المدروسة. ويبدو أنه إذا كانت أرضية الفوهة عميقةً بالشكل الكافي، يمكن للمياه الجوفية أن تخرج من باطن الكوكب مكونةً هذه البحيرات.